# Ганькино (станция)
Ганькино (каз. Ганькино) — станция в районе Магжана Жумабаева Северо-Казахстанской области Казахстана. Входит в состав Полудинского сельского округа. Код КАТО — 593669300.

## География
Расположено около озера Питное.

## Население
В 1999 году население населённого пункта составляло 169 человек (80 мужчин и 89 женщин). По данным переписи 2009 года, в населённом пункте проживало 165 человек (85 мужчин и 80 женщин).